# Moše Taitelbaum
Rabi Moše (Moshe/Mojžíš) Teitelbaum II. (hebrejsky משה טייטלבוים‎, 1. listopadu 1914, Újfehértó – 24. dubna 2006, New York) byl chasidský rabín a hlava satmarské dynastie sigetský a později se stal učitelem.

## Život
Moše Teitelbaum se narodil jako syn rabína Chajima Cvi Teitelbauma („Etzim Chaim“) a jeho manželky Brachy Simy z významné rodiny Halberštamů, v maďarském městě Újfehértó (v jidiš Ratzpert), kam jeho rodiče uprchli po vypuknutí první světové války z Maramurské Sihoti. Oba rodiče zemřeli v roce 1926 a Moše se tak ve věku 11 let se svým o tři roky starším bratrem Jekuti'elem Jehudou stali sirotky. Byli adoptováni svými příbuznými a strýcem, satmarským rabínem Joelem Teitelbaumem.
Koncem jara 1944 začala maďarská vláda společně s nacistickými oddíly vedenými Adolfem Eichmannem deportovat Židy hromadně. Teitelbaum s rodinou byli odesláni do koncentračního tábora v Osvětimi, kde byla zabita jeho manželka Leah a jejich tři děti  a Moše také málem zemřel. Následně byl převezen do závodu Brabag v Tröglitzu a poté do tábora v Terezíně, kde se dočkal konce války v roce 1945.
V roce 1946 se Teitelbaum podruhé oženil se sestřenicí Pessel Leah, dcerou rabína Aarona Teitelbauma z Volova, jejíž celá rodina také zahynula v Osvětimi. 
Pár se zpočátku přesunul zpět do Senty, kde Teitelbaum před válkou vedl obec.  Když zjistil, že také jeho bratr Jekuti'el Jehuda byl zavražděn nacisty, rozhodl se převzít jeho pozici sighetského rabína.   Nedlouho poté však byli nuceni město opustit kvůli pronásledování komunisty a odjeli do Prahy a následně do New Yorku, kam dorazili na podzim 1947.  Tam se Teitelbaum stal, podobně jako jeho předkové, hlavou sighetských chasidů a byl znám jako Sigheter Rebbe.  V brooklynském Williamsburgu založil bejt midraš Atzei Chaim Siget, v roce 1966 se však přestěhoval do Borough Parku. 

## Spisy
Když se stal satmarským rabínem, jeho spisy vyšly v podobě brožury díky studentům, kteří každý týden zapisovali jeho učení.